# Churún
Churún (es. Río Churún) je rijeka u Venezueli, dio porječja Orinoca. Izvire u Nacionalnom parku Canaima, a utječe u rijeku Carrao. Angelovi slapovi, najviši svjetski vodopad, vodom hrane rijeku Kerep, pritoku Churun.